# Celleporaria speciosa
Celleporaria speciosa är en mossdjursart som först beskrevs av William MacGillivray 1886.  Celleporaria speciosa ingår i släktet Celleporaria och familjen Lepraliellidae. Inga underarter finns listade i Catalogue of Life.